# Köngen
Köngen è un luogo comune tedesco di 9 681 abitanti, situato nel land del Baden-Württemberg.